# Jurmen Vallei
Jurmen Vallei (Paramaribo, 27 december 1988) is een Surinaams voetballer die speelt als verdediger.

## Carrière
Vallei begon met spelen bij SV Robinhood waar hij vier seizoenen speelde en landskampioen werd in 2011/12. Hij speelde de volgende vier seizoenen bij Inter Moengotapoe en won driemaal het landskampioenschap en eenmaal de beker. Hij zette een stap terug naar de tweede klasse bij SV Happy Boys. Na een seizoen ging hij aan de slag bij reeksgenoot SV Botopasi.
Hij speelde tussen 2012 en 2015 veertien interlands voor Suriname waarin hij twee doelpunten scoorde.

## Erelijst
- Surinaams landskampioen: 2011/12, 2014/15, 2015/16, 2016/17
- Surinaamse voetbalbeker: 2016/17